# PlayStation Vita
PlayStation Vita, també coneguda com a PS Vita, és una videoconsola portàtil creada per l'empresa Sony Computer Entertainment, aquesta consola és la successora de la PlayStation Portable, i és part de la família PlayStation de videoconsoles. Va ser presentada el 27 de gener de 2011 i ha estat posada a la venda el dia 17 de desembre del mateix any al Japó. Va arribar a Europa i a Amèrica el dia 22 de febrer de 2012. Inicialment, estava destinada a competir directament amb la consola de Nintendo 3DS. El Firmware actual de la consola és el 3.73, on s'ha millorat la qualitat del rendiment del sistema.
La consola va ser descontinuada per Sony encara que des d'aleshores ha continuat rebent actualitzacions del sistema.

## Història
Abans de l'anunci per part de Sony Computer Entertainment, molts llocs com Kotaku, van confirmar que la portàtil existia. Shuhei Yoshida, president de Sony Computer Entertainment Worldwide Studios havia admès en una entrevista que, de fet, estaven treballant en un nou producte de la família Playstation i va reportar que la portàtil havia estat lliurada a molts desenvolupadors de videojocs com SCE Worldwide, entre d'altres.
El sistema, suposadament, va ser anunciat internament a mitjan setembre en una reunió duta a terme en les casernes centrals de SCE en Aoyama, Tòquio.
El president de SCE Worldwide Studios va revelar en una entrevista amb la revista de videjuegos anglesa Develop que quan Ken Kutaragi va deixar Sony Computer Entertainment, el nou CEO, Kazuo Hirai, li va dir que volia que SCE Worldwide Studios comencés el desenvolupament de la propera Playstation. Yoshida va dir, a més, que els desenvolupadors van estar presents en les reunions des que SCE Worldwide va començar el desenvolupament del maquinari i que SCE tenia converses constants amb les companyies de videojocs de tot el món, mentre es desenvolupava el nou maquinari. Quan se li va preguntar sobre la successora de la PSP en el Tòquio Game Show de 2010, Shuei Yoshida va dir que no podia respondre a la pregunta, però va dir que: "Personalment, no veig a Sony deixant de fer una futura consola portàtil". Al novembre de 2010, Patrick Soderlund, vicepresident sènior de Electronic Arts, va dir que havia vist a la successora de la Playstation Portàtil quan va preguntar per ella en una entrevista, però que no podia comentar res sobre aquest tema.
El sistema va ser anunciat el 27 de gener de 2011 en el "Playstation meeting" al Japó pel president de Sony Computer Entertainment, Kazuo Hirai.
L'última vegada que es va fer una "Playstation meeting" va ser per coordinar els plans de llançament de la Playstation 3, l'any 2005. A més MCV diu que Sony li va dir a les distribuïdores que el sistema seria "tan poderós com la PS3", també diuen que els jocs del sistema es distribuiran tant en format físic com a digital.
En el Game Developer Conference de 2011, Sony va revelar alguns detalls de la Targeta NGV durant el seu panell sobre la Next Generation Portable.
A més es va anunciar una altra unitat d'emmagatzematge per la PlayStation Vita, cridada "Removable Memory". o "Memòria removible" Sony també va dir que està implementant una "submissió única per a tots dos formats" per facilitar l'adquisició de jocs aprovats per a tots dos formats de targetes i llançaments descargables.
A més, es va anunciar que només tres dels quatre nuclis de la unitat central de processament simètrica estaran disponibles per les aplicacions i que les dues càmeres tindran detecció de cara, de cap i seguiment de cap.
Jack Tretton, president de Sony Computer Entertainment America, ha anunciat que els últims terratrèmols en Japó poden portar un retard en l'engegada del sistema, si bé un representant de la companyia li deia al The Wall Street Journal que: "No veiem que el terratrèmol tingui impacte sobre el nostre pla de llançaments". En la seva opinió, les paraules de Jack Tretton "estaven equivocades", per la qual cosa el llançament de la consola portàtil segueix previst a tot el món per a aquest mateix any. Els últims rumors apunten que NGP podria arribar a les tendes el proper mes de novembre.
El dia 7 de juny, en la Electronic Entertainment Expo 2011, Sony va confirmar que el nom definitiu del sistema seria Playstation Vita o PS Vita. Van dir escollir aquest nom perquè vita significa "vida" en llatí. La portàtil combina realitat augmentada, videojocs, i connectivitat social, al costat de serveis com "Near" i "Party", exclusius de la consola.
El dia 14 de setembre es va anunciar el seu llançament en la Tòquio Game Show així planificant la seva sortida pel 17 de desembre al Japó.

## Maquinari

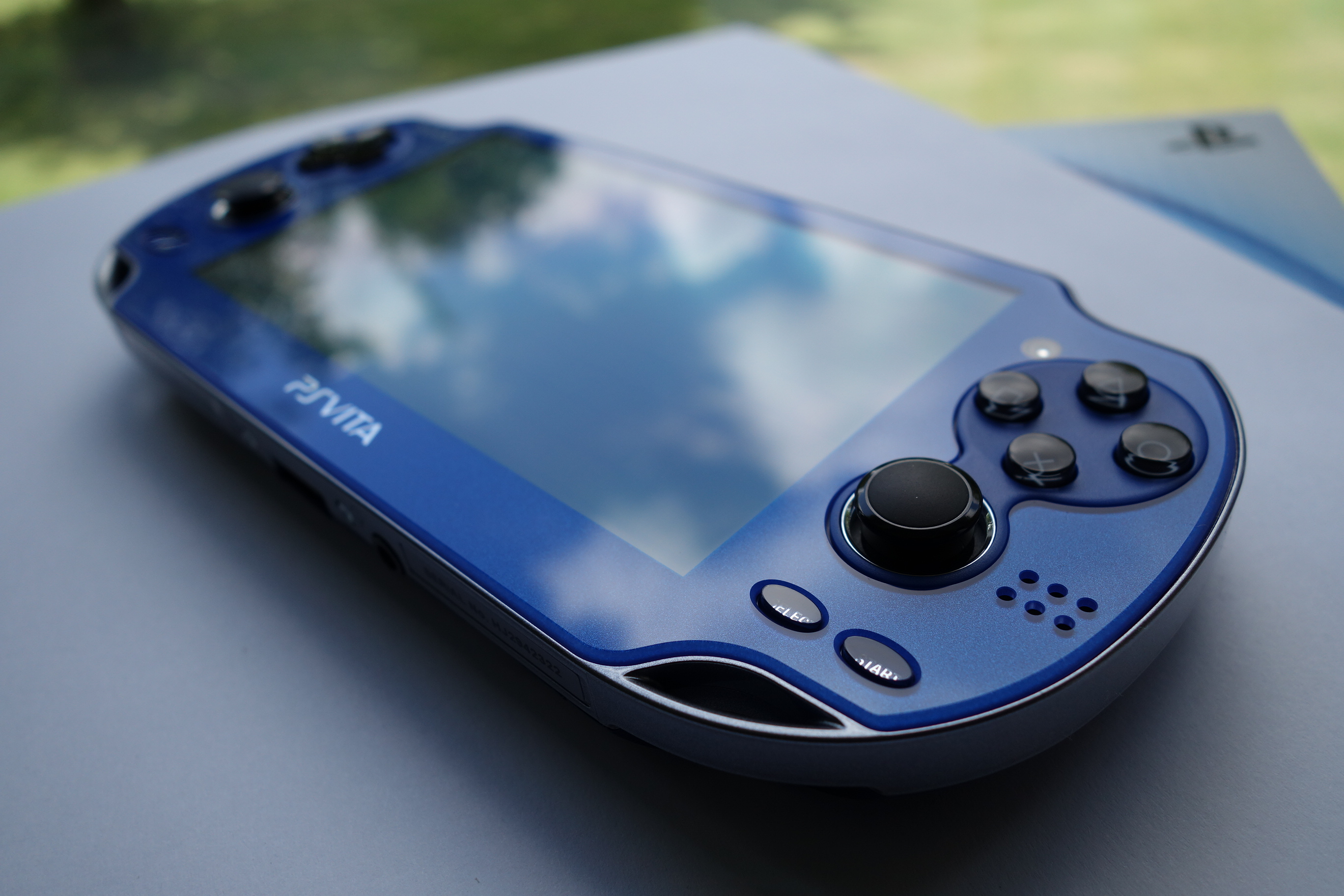
Versió "Sapphire Blue", només disponible al Japó.

El sistema presenta una forma ovalada similar al disseny de la primera PSP i és la primera a tenir dos joysticks, amb una pantalla de cinc polzades OLED capacitiva localitzada al centre del sistema. Té dues palanques analògiques (una a cada costat de la pantalla), un pad, els quatre botons clàssics de la PlayStation (, ,  i ), dos botons L i R, un botó PlayStation (Home), els botons Start i Select, Volum +, Volum - i Power. Per dins el sistema presenta un processador ARM Cortex-A9 MPCore de quatre nuclis i un processador gràfic SGX543MP4+.
El sistema també porta un touchpad posterior, una càmera frontal, una altra posterior, altaveus estèreo, micròfon, sistema sensor de moviment SixAxis (giroscopi de tres eixos, acceleròmetre de tres eixos), brúixola electrònica de tres eixos, GPS, Wi-Fi, 3G, i Bluetooth v2.1+EDR.
Les dues càmeres presenten les capacitats de detecció de rostre, detecció de cap i seguiment de cap. També permet personalitzar el sistema.
PlayStation Vita es troba disponible en dues versions: una amb WiFi i suport per a 3G, i una versió més barata amb WiFi però sense 3G. La versió 3G inclou aplicacions precarregades en la consola, les quals utilitzen 3G i uns altres com la realitat augmentada.

### Especificacions tècniques
Les següents especificacions van ser mostrades en el lloc web de Playstation:
| CPU                     | 4-core ARM Cortex-A9 MPCore de fins a 444 MHz (la seva velocitat base és de 333MHz però pot aconseguir els 444 Mhz sense gastar molta bateria) |
| GPU                     | SGX543MP4+ (4 nuclis;) ~ 111MHz ~ 37M polígons (La freqüència pot augmentar en apagar el WiFi)                                                 |
| RAM                     | Compta amb 512 MB de memòria RAM principal i 128 MB de VRAM                                                                                    |
| Dimensions              | 182 mm d'ample, 83,5 mm d'alt, 18.6 mm de grossor                                                                                              |
| Resolució               | 960 x 544 píxels a 220 ppp |
| Pantalla                | 5 polzades (16:9) 11.43cm x 6.22cm,16 milions de colors, OLED (tipus capacitiu)                                                                |
| Touchpad posterior      | Pad multitáctil (tipus capacitiu) |
| Càmeres                 | Frontal i posterior (640x480 @ 0,3 megapíxels)                                                                                                 |
| So                      | Àudio DAC Wolfson WM1803I amb altaveus estèreo inclosos (micròfon inclòs)                                                                      |
| Detecció de moviment    | Sistema de sensors SixAxis (giroscopi de tres eixos, acceleròmetre de tres eixos)                                                              |
| Detecció de posició     | GPS (solament versions 3G) |
| Botons                  | D-Pad, 2 × estics analògics, , , L1, R1, Start, Select, Home, Volum ±, Encès                                                                   |
| Connectivitat sense fil | Connectivitat a xarxes mòbils 3G (segons el model de la consola), connectivitat Wi-Fi IEEE 802.11b/g/n, Bluetooth® 2.1                         |

El 6 de juny en l'I3 va ser anunciat de forma oficial el preu de € 249 per a Europa, USD$ 249 per a Amèrica del Nord i 24.900 iens per al Japó per al model només WiFi, i de € 299, USD$ 299 i 29.900 iens per al model amb WiFi i 3G.
El sistema inclou dos estic analògics, pantalla de 5 polzades, 3G, Bluetooth i suport Wi-Fi.
Internament, el sistema té un ARM® Cortex™- A9 core (4 nuclis) i una unitat de processament gràfic SGX543MP4+, a més de la trucada LiveArea, que serà la interfície entre l'usuari i la consola; aquesta interfície és la successora de la XrossMediaBar de la primera PSP

## Ús a Distància
Ús a Distància o Remote Play és una característica que permet que la PlayStation Vita es connecti a PlayStation 4 i PlayStation 3 mitjançant una xarxa de WiFi, quan succeeix això es poden fer streaming de jocs de PS3 i PS4 en PlayStation Vita podent així jugar com a comandament principal.

## Emmagatzematge

PlayStation Vita Game Card.

PlayStation Vita Memory Card.

El programari per a la consola es distribueix en una targeta de memòria única de Sony de tipus flaix cridada PlayStation Vita Game card, en lloc dels discos UMD de PSP. En grandària i forma la PSVita Card és molt similar a una targeta SD. Aquestes PlayStation Vita Game Card poden tenir una grandària entre 2GB fins a 4GB depenent del joc. Per al seu funcionament, certs jocs i aplicacions multimèdia requereixen que tant la PSVita Game Card com la PSVita Memory Card estiguin connectades al sistema. La PSVita Memory Card gairebé idèntica a la MemoryStick Micro. Entre un 5 i un 10% de l'espai es reserva per guardar dades del joc, actualitzacions.
Les PSVita Memory Cards s'ofereixen en grandàries que van des dels 4 GB fins als 64GB. Les targetes de memòria que no tinguin la marca "PlayStation Vita Memory Card" no són compatibles, encara que ja estan en desenvolupament targetes alternatives.

## Videojocs
Durant l'I3 de 2011 es va donar a conèixer un conjunt de videojocs disponibles per a la videoconsola, entre ells Uncharted: L'Abisme d'Or, Hustle Kings, Everybody's Golf, Wipeout 2048, Gravity Rush, a més de continuacions de jocs com: Killzone, Resistance, LittleBigPlanet, Mortal Kombat i Call of Duty.
El sistema és compatible amb molts jocs descargables de la primera PSP. Molts desenvolupadors han mostrat com a jocs de PlayStation 3, són traspassats cap al nou sistema, i després renderizados. Alguns exemples mostrats van ser: Metall Gear Solid 4: Guns of the Patriots, Yakuza 4, Lost Planet 2 i Ultimate Marvel vs. Capcom 3. També es va mostrar Monster Hunter Portable 3rd per demostrar que la consola era compatible amb els videojocs descargables de la PSP, la qual cosa a més va demostrar que són compatibles amb el estic analògic extra de la nova consola.

## Codecs
Es mostren els Codecs o formats suportats de la PS Vita.
| Imatges JPEG GIF (Aquest últim estàtic) TIFF BMP PNG Àudio MP3 MP3 Surround WAV WMA 9 | ATRAC MP4 Àudio MPEG-4 Part 3 AAC / AAC Low Complexity (unprotected) Video MPEG-1 (MPEG Àudio Layer 2) MPEG-2 PS (MPEG2 Àudio Layer 2, AAC LC, AC3(Dolby Digital), LPCM) MPEG-2 TS (MPEG2 Àudio Layer 2) MP4 SP MP4 AVC / MP4 H.264 |

## PS Vita Slim
La PlayStation Vita 2000 (abreujada PS Vita 2000), també coneguda com a PlayStation Vita Slim (abreujada PS Vita Slim) amb nom de model PCH-2000, és una altra versió PS Vita. És un 20% més prima i un 15% més lleugera que el seu model original. La consola a més de conservar les mateixes funcions que el seu model original, té en lloc del port de càrrega propietari explica ara amb un port microUSB i 1 GB d'emmagatzematge intern. Solament estarà disponible amb connectivitat Wi-Fi. A la venda estan tots dos models sent la diferència fonamental la tecnologia de la pantalla (LCD en lloc d'OLED), els acabats de la carcassa i la grandària. Tot això impacta en el preu final del producte una mica menys que en la PS Vita original (PCH-1000)
La consola va sortir el 10 d'octubre de 2013 al Japó, a un preu de 18.980 iens (uns 190 dòlars). La consola està disponible en sis colors (només Japó). El 6 de maig de 2014 va sortir a la venda als Estats Units incloent el joc Borderlands 2 via descarrega digital, i una targeta de memòria de 8 GB, a un preu de $199 dòlars. cal destacar que aquesta última només es presentarà en color negre. La pantalla ha estat substituïda per tecnologia LCD en comptes de tecnologia OLED per reduir espessor i preu en la consola.

## Retrocompatibilitat
El sistema és compatible amb la majoria dels jocs per Playstation Portable; però la falta de port UMD fa que es limiti als jocs que van ser llançats en format digital en PlayStation Network, a través de la PlayStation Store. Els títols clàssics de PSOne no eren compatibles amb la consola en la seva data de llançament; no obstant això Jack Tretton ha anunciat en el Electronic Entertainment Expo 2012 que aquests estaran disponibles en poc temps per la Vita la qual cosa es va concretar més tard mitjançant una actualització de firmware. Ambdues palanques anàlogues de la consola són compatibles amb els jocs de PSP, podent-se ajustar la palanca dreta, per funcionar com la creuera, la palanca esquerra o els botons de control (, ,
 i ). Els gràfics dels jocs de PSP es veuen millorats en la Vita, amb un filtre que suavitza la imatge (antialiasing), reduint la pixelación. Vita és a més compatible amb vídeos i historietes de PlayStation Store.

## Scene i codi casolà
Seguint la línia de la scene de la seva predecessora, la PlayStation Portable, s'ha aconseguit carregar codi sense signar en la PlayStation Vita emprant forats de seguretat trobats en partides guardades de determinats jocs. A través d'aquests forats s'ha aconseguit carregar homebrew desenvolupat per PSP i, en alguns casos, fins a còpies de seguretat de títols de PSP. No obstant això, aquests forats de seguretat són tapats per Sony amb les actualitzacions, per la qual cosa per poder aprofitar-los cal renunciar a la connectivitat online de la consola.
A la fi de juliol del 2016 es va anunciar la sortida del hack henkaku que permet l'ús de homebrew i còpies en la versió 3.60, a partir de 2017 es pot instal·lar ARK-2 en firmware 3.63 el qual permet córrer jocs de PSP i PS1 a més de homebrew, no obstant això encara en versions 3.61 i 3.63 no hi ha un hack que permeti usar backups de PS Vita.

## Vendes
El dia 17 de desembre del 2011 va ser el llançament oficial de la consola al Japó, venent 325.000 unitats els primers dies. Durant la seva segona setmana al mercat japonès, les vendes van caure un 75%, totalitzant 74.000 unitats venudes fins al 25 de desembre, no superant al seu rival directe, la Nintendo 3DS.
Després del seu llançament global el 28 de febrer del 2012, Sony va anunciar que les vendes de PS Vita aconseguien les 1.2 milions d'unitats venudes a nivell mundial.
Al febrer de 2013 a causa de les baixes vendes de la consola, Sony va anunciar una rebaixa per a la mateixa a ¥19980 (aprox 215USD) en Japó a més de l'estrena de Soul sacrifice, Phantasy star: online i Senran kagura: shinobi versus amb el que les vendes van augmentar un 12 %.
Actualment la PS Vita compta amb 16 milions d'unitats venudes a tot el món. Actualment en vendes com a última consola de la vuitena generació de consoles.